# 乙酰丙酮镝
乙酰丙酮镝是一种配位化合物，化学式为Dy(C5H7O2)3，或简写为Dy(acac)3。

## 制备及性质
乙酰丙酮镝可由金属镝或三氢化镝和乙酰丙酮反应制得。以镝阴极在乙酰丙酮的乙醇溶液中电解，可以得到Dy(acac)3·EtOH·0.5Hacac（其中Hacac表示乙酰丙酮），对其加热，经Dy(acac)3·EtOH生成Dy(acac)3。其无水物在干燥的气氛中稳定，在潮湿空气中形成水合物。它在乙腈的甲醇溶液中可以形成Dy(acac)3·2CH3OH和Dy(acac)3·CH3OH·CH3CN。

## 用途
乙酰丙酮镝可用于催化降冰片烯和四氯化碳的加成反应。